# 布尔瓦格纳
布尔瓦格纳，是西班牙阿拉贡自治区特鲁埃尔省的一个市镇。总面积39平方公里，总人口303人（2001年），人口密度8人/平方公里。